# Osiecimski
Osiecimski − polski herb szlachecki z nobilitacji, odmiana herbu Lubicz.

## Opis herbu
Opis z wykorzystaniem klasycznych zasad blazonowania:
W polu srebrnym w środku i na barku podkowy srebrnej czy żelaznej po krzyżu kawalerskim złotym. Klejnot: trzy pióra strusie.

## Najwcześniejsze wzmianki
Nadany neoficie Michałowi Janowi Osiecimskiemu (Oświecimskiemu) 26 listopada 1765.

## Herbowni
Jedna rodzina herbownych (herb własny):
Osiecimski (Oświecimski).